# Фантомас
 Тази статия е за филма.  За американската рок група вижте Фантомас (група).  
„Фантомас“ (на френски: Fantômas) е френска криминална кинокомедия от 1964 година на режисьора Андре Юнебел. Сценарият е на Жан Ален и Пиер Фуко като пародия по едноименните приключенски романи на Пиер Сувестър и Марсел Ален. Това е първият филм от трилогията за Фантомас, последван от „Фантомас се развихря“ и „Фантомас срещу Скотланд Ярд“.

## Сюжет
Внимание:  Текстът по-долу разкрива сюжета на произведението (или части от него)!
В центъра на сюжета е Фандор, талантлив репортер от парижки вестник, който вярва, че неуловимият, загадъчен, могъщ и зловещ престъпник Фантомас не съществува. Докато полицейският комисар Жув прави неуспешни опити да обезвреди Фантомас, Фандор с годеницата си Елен също се стреми да разкрие тайната на Фантомас, а с помощта на технически трикове и различни превъплъщения Фантомас успява да надхитри своите преследвачи и да избяга.

## В ролите
| Изпълнител      | Роля                                     |
| --------------- | ---------------------------------------- |
| Жан Маре        | Фантомас, журналиста Фандор, лорд Шелтън |
| Луи дьо Фюнес   | комисар Жюв                              |
| Милен Дьомонжо  | Елен                                     |
| Жак Динам       | инспектор Мишел Бертран                  |
| Робер Далбан    | редактор на вестник „Расвет“             |
| Мари-Елен Арно  | лейди Белтам                             |
| Кристиан Тома   | инспектор с мустаци                      |
| Мишел Дюплекс   | инспектор Леон                           |
| Анри Атал       | телохранител на Фантомас                 |
| Доминик Зарди   | телохранител на Фантомас                 |
| Раймон Пелегрен | гласът на Фантомас                       |